# 阿老瓦丁
阿老瓦丁（？—1312年）元朝色目回回军人，专造回回炮。

## 经历
西域木发里（今伊拉克摩苏尔）人。至元八年（1271年），元世祖向宗王阿不哥要砲匠，阿不哥派阿老瓦丁、亦思马因应诏，二人带全家骑马到大都，政府给他们官舍。最早造大砲竖于午门前，忽必烈命令试验，各赐衣段。至元十一年（1274年），元军渡江，平章阿里海牙遣使求砲手匠，阿老瓦丁受命前往，在攻克潭州、静江等郡的战斗中，他的回回炮发挥巨大作用。至元十五年（1278年），授宣武将军、管军总管。至元十七年（1280年），受忽必烈接见，赐钞五千贯。次年（1281年），受命屯田于南京。至元二十二年（1285年），枢密院奉旨把元帅府改为回回砲手军匠上万户府，阿老瓦丁任副万户。大德四年（1300年）告老退休。儿子富谋只世袭副万户。皇庆元年（1312年）富谋只逝世，富谋只的儿子马哈马沙世袭。

## 延伸阅读
[在维基数据编辑]
 《元史/卷203》，出自宋濂《元史》
 《新元史/卷152》，出自柯劭忞《新元史》